# مونسانتو (کالیفرنیا)
مونسانتو (به انگلیسی: Monsanto) یک منطقهٔ مسکونی در ایالات متحده آمریکا است که در شهرستان کنترا کوستا، کالیفرنیا واقع شده‌است. مونسانتو ۴ متر بالاتر از سطح دریا واقع شده‌است.